# 圖瓦阿克沙
圖瓦阿克沙是圖瓦人民共和國使用的貨幣，由1934年至1944年發行。輔幣單位是卡貝扎，100卡貝扎等於1阿克沙。阿克沙在图瓦语的意思是「錢」。
在推行阿克沙貨幣之前，圖瓦使用加註記的俄羅斯帝國和蘇聯盧布紙幣。1934年發行阿克沙的第一個版本，所使用的貨幣單位是「兩」（Lan，延續清代「兩」）。

## 流通的貨幣

### 硬幣
- 1 阿克沙
- 2 阿克沙
- 3 阿克沙
- 5 阿克沙
- 10 阿克沙
- 15 阿克沙
- 20 阿克沙

### 紙幣
- 1 阿克沙
- 3 阿克沙
- 5 阿克沙
- 10 阿克沙
- 25 阿克沙